# 강영미
강영미(姜榮美, 1985년 3월 1일~)는 대한민국의 펜싱 선수이다.

## 경력
- 2016년 제31회 리우데자네이루 올림픽 여자 펜싱 국가대표
- 2016년 광주광역시 서구청
- 2018년 제18회 자카르타-팔렘방 아시안게임 펜싱 국가대표

## 수상
- 2018년 제18회 자카르타-팔렘방 아시안게임 펜싱 여자 에페 개인전 금메달
- 2018년 제18회 자카르타-팔렘방 아시안게임 펜싱 여자 에페 단체전 은메달

## 학력
- 예원예술대학교